# Bibliothèque du tourisme et des voyages
Bibliothèque du tourisme et des voyages (česky Knihovna turismu a cestování) je veřejná knihovna v Paříži, která se specializuje na literaturu o cestovním ruchu a všech oblastech cestování (na kole, automobilem, vlakem...) a turistice (táboření, vodáctví, horská turistika, speleologie, gastronomie atd.). Knihovna se nachází v 16. obvodu na ulici Rue du Commandant Schloesing č. 6.

## Historie
V roce 1890 byl ve Francii založen skupinou mladých cyklistů spolek Touring Club de France s cílem podporovat cyklistiku a rozvíjet cestovní ruch ve všech jeho podobách. Klub založil pro své členy v roce 1899 knihovnu, která shromažďovala literaturu týkající se turistiky a cestovního ruchu.
Finanční potíže v roce 1979 vedly k zániku spolku a knihovnu získalo v roce 1984 město Paříž, které tak zabránilo jejímu rozptýlení. V roce 1985 byla přemístěna do 16. obvodu poblíž paláce Chaillot, kde se nachází dodnes.

## Sbírky
Knihovní fond obsahuje asi 35 000 svazků, z nichž 20 000 jsou k prezenčnímu studiu (knihy, staré turistické průvodce, časopisy a mapy od 18. století do roku 1983), 10 800 knih a 1500 map a plánů k zapůjčení a rovněž 21 periodik o turistice.
K významným dokumentům patří sbírky průvodců Joanne, Baedeker a Michelin, turistický časopis Le Tour du monde (1860-1914), časopisy o cyklistice (Le Véloceman, Véloce sport) a automobilismu (Omnia, Automobile Club de France), geografické mapy, z nichž některé jsou od Cassiniho z 18. století.